# André-Pierre Gignac
André-Pierre Gignac, född den 5 december 1985 i Martigues, är en fransk fotbollsspelare som spelar för Tigres och det franska landslaget.